# قائمة حلقات دريم ووركس التنانين

شعار تنانين: فرسان قرية بيرك

تنانين: فرسان قرية بيرك هو سلسلة تلفزيونية أمريكية عرض على كرتون نتورك، وهو مستند على فيلم 2010 كيف تروض تنينك. السلسلة بمثابة جسر بين أول فيلم وتتمته عام 2014. عرضت معاينة لساعة واحدة تتكون من حلقتين في 7 آب 2012، والعرض الرسمي للسلسلة كان في 4 أيلول 2012، وعرض لأول مرة في العالم العربي في 10 مارس 2013 على كرتون نتورك بالعربية. سيكون للموسم الثاني عنوان فرعي جديد حماة قرية بيرك.
هذه قائمة حلقات دريم ووركس التنانين على كرتون نتورك بالعربية.

## نظرة على السلسلة
| الموسم | الموسم             | الحلقات | تاريخ البث العربي | تاريخ البث العربي |
| الموسم | الموسم             | الحلقات | بداية السلسلة     | نهاية السلسلة     |
| ------ | ------------------ | ------- | ----------------- | ----------------- |
|        | 1: فرسان قرية بيرك | 20      | 10 مارس 2013      | 24 يوليو 2013     |
|        | 2: حماة قرية بيرك  | 20      | 4 مايو 2014       | 12 فبراير 2015    |
|        | 3: سباق إلى الحافة | 13      | 7 فبراير 2016     | 23 فبراير 2016    |
|        | 4: جانب إلى صخرة   | 13      |                   |                   |

## الحلقات

### الموسم 1: فرسان قرية بيرك
| الرقم في السلسلة | الرقم في الموسم | العنوان                    | تاريخ البث العربي |
| ---------------- | --------------- | -------------------------- | ----------------- |
| 1                | 1               | «أكاديمية تدريب التنانين»  | 10 مارس 2013      |
| 2                | 2               | «عمل لفايكينج»             | 11 مارس 2013      |
| 3                | 3               | «بيت الحيوانات»            | 12 مارس 2013      |
| 4                | 4               | «إضطراب الرضع»             | 13 مارس 2013      |
| 5                | 5               | «نثق في التنانين»          | 17 مارس 2013      |
| 6                | 6               | «ألفين والدخلاء»           | 18 مارس 2013      |
| 7                | 7               | «كيف تختار تنينك»          | 19 مارس 2013      |
| 8                | 8               | «صورة لحازوقة كرجل قوي»    | 20 مارس 2013      |
| 9                | 9               | «زهرة التنين»              | 24 مارس 2013      |
| 10               | 10              | «تقرير هيذير الجزء الاول»  | 09 يوليو 2013     |
| 11               | 11              | «تقرير هيذير الجزء الثاني» | 09 يوليو 2013     |
| 12               | 12              | «مهرجان الذوبان»           | 10 يوليو 2013     |
| 13               | 13              | «جنون التوام»              | 14 يوليو 2013     |
| 14               | 14              | «عندما يضرب البرق»         | 15 يوليو 2013     |
| 15               | 15              | «ما يطير في الاسفل»        | 16 يوليو 2013     |
| 16               | 16              | «المتحدي»                  | 17 يوليو 2013     |
| 17               | 17              | «مستنقع الموت2»            | 21 يوليو 2013     |
| 18               | 18              | «جوهرةً ذات لون مختلف»      | 22 يوليو 2013     |
| 19               | 19              | «نحن عائلة الجزء الاول»    | 23 يوليو 2013     |
| 20               | 20              | «نحن عائلة الجزء الثاني»   | 24 يوليو 2013     |

### الموسم 2: حماة قرية بيرك
| الرقم في السلسلة | الرقم في الموسم | العنوان                      | تاريخ البث العربي |
| ---------------- | --------------- | ---------------------------- | ----------------- |
| 21               | 01              | «عش و دع غيرك يحلق»          | 4 مايو 2014       |
| 22               | 02              | «الغرونكل الحديدي»           | 5 مايو 2014       |
| 23               | 03              | «الليل و الغضب»              | 6 مايو 2014       |
| 24               | 04              | «النفق»                      | 7 مايو 2014       |
| 25               | 05              | «سباق إلى جزيرة ديدان النار» | 8 مايو 2014       |
| 26               | 06              | «خوف من المرور»              | 11 مايو 2014      |
| 27               | 07              | «اسوء اداء»                  | 12 مايو 2014      |
| 28               | 08              | «شهية التدمير»               | 13 مايو 2014      |
| 29               | 09              | «لهب مهجن في خطر»            | 14 مايو 2014      |
| 30               | 10              | «مطاردة سكريل الجزء الاول»   | 1 فبراير 2015     |
| 31               | 11              | «مطاردة سكريل الجزء الثاني»  | 1 فبراير 2015     |
| 32               | 12              | «امور الطيران»               | 2 فبراير 2015     |
| 33               | 13              | «أطلقوا سراح سكولدي»         | 3 فبراير 2015     |
| 34               | 14              | «جليد»                       | 4 فبراير 2015     |
| 35               | 15              | «قصة تنينين»                 | 5 فبراير 2015     |
| 36               | 16              | «تأثير الجريث»               | 8 فبراير 2015     |
| 37               | 17              | «دخان يحرك عيونك»            | 9 فبراير 2015     |
| 38               | 18              | «بينغ بانغ بوم»              | 10 فبراير 2015    |
| 39               | 19              | «العودة الجزء الاول»         | 11 فبراير 2015    |
| 40               | 20              | «العودة الجزء الثاني»        | 12 فبراير 2015    |

## روابط خارجية
- الموقع الرسمي

| الرقم في السلسلة | الرقم في الموسم | العنوان                        | تاريخ البث العربي |
| ---------------- | --------------- | ------------------------------ | ----------------- |
| 41               | 01              | «وجهة نظر التنين الجزء الأول»  | 7 فبراير 2016     |
| 42               | 02              | «وجهة نظر التنين الجزء الثاني» | 8 فبراير 2016     |
| 43               | 03              | «تناغم غير مثالي»              | 9 فبراير 2016     |
| 44               | 04              | «عندما يحل الظلام»             | 10 فبراير 2016    |
| 45               | 05              | «بطل بيرك الخارق»              | 11 فبراير 2016    |
| 46               | 06              | «وقد عاد غوستاف»               | 14 فبراير 2016    |
| 47               | 07              | «حكم ديدان النار»              | 15 فبراير 2016    |
| 48               | 08              | «القرن الطنان»                 | 16 فبراير 2016    |
| 49               | 09              | «هزة رشفة دحرجة»               | 17 فبراير 2016    |
| 50               | 10              | «التنين والسفر الجزء الأول»    | 18 فبراير 2016    |
| 51               | 11              | «التنين والسفر الجزء الثاني»   |                   |
|                  |                 |                                |                   |
|                  |                 |                                |                   |

|}